# 扬内·哈波宁
扬内·哈波宁（芬蘭語：Janne Happonen，1984年6月18日—），芬兰男子跳台滑雪运动员。他曾代表芬兰参加2006年和2010年冬季奥林匹克运动会跳台滑雪比赛，获得一枚银牌。